# Peldon
Pour l’article homonyme, voir Ashley Peldon.
Peldon est un village et une paroisse civile de l'Essex, en Angleterre.